# Mouth Music
Mouth Music is een Schotse muziekgroep uit Edinburgh, Schotland. De naam Mouth Music geeft aan dat oorspronkelijk werd gedacht aan een repertoire met alleen liederen maar al spoedig werden ook instrumenten toegevoegd.
De groep werd in 1990 opgericht door Talitha MacKenzie, zang en Martin Swan, zang, viool en synthesizer; in 1991 verscheen het eerste album. 
Martin Swan verzorgde in 1992, nadat Talitha de groep had verlaten, eerst de ep Blue Door Green Sea met Mairie MacInnes en produceerde daarna het derde album.
Na het vierde album in 1995 verschenen tot 2005, met een periode van zes jaar waarin niets werd uitgebracht, nog drie albums.
De groep bestaat momenteel uit:
- Martin Swan, zang en viool
- Kaela Rowan
- Martin Furey, zang, uilleann pipes en gitaar, (hij is de zoon van Finbar Furey.)
- Alison Crawford
- Chimp Robertson.

## Discografie
- Mouth Music (1991)
- Blue Door Green Sea (ep, 1992)
- Mo-Di (1993)
- Shorelife (1995)
- Seafaring Man (2001)
- The Scrape (2003)
- The Order of Things (2005)